# American Journal of Transplantation
Das American Journal of Transplantation, abgekürzt Am. J. Transplant., ist eine wissenschaftliche Fachzeitschrift, die vom Wiley-Blackwell-Verlag veröffentlicht wird. Die Zeitschrift ist das offizielle Publikationsorgan der American Society of Transplant Surgeons und der American Society of Transplantation und erscheint mit zwölf Ausgaben im Jahr. Es werden Arbeiten veröffentlicht, die sich mit der Transplantation von Organen und Geweben beschäftigen.
Das Journal umfasst die Forschung aller Aspekte der Organtransplantation. Jede Ausgabe bietet eine medizinische Fortbildung in Form von Bildern der Transplantation, einem fallbasierten Ansatz.
Der Impact Factor lag im Jahr 2014 bei 5,683. Nach der Statistik des ISI Web of Knowledge wird das Journal mit diesem Impact Factor in der Kategorie Chirurgie an vierter Stelle von 198 Zeitschriften und in der Kategorie Transplantation an zweiter Stelle von 25 Zeitschriften geführt.

## Geschichte
Die Zeitschrift wurde 2001 gegründet. Philip F. Halloran (University of Alberta) ist der erste Chefredakteur gewesen. Im Jahr 2011 wurde er von Allan D. Kirk (Duke University) abgelöst.
Von 2011 bis 2015 erschien vierteljährlich eine kürzere, tschechische Version der Zeitschrift, die jeweils fünf Artikel enthielt, die ursprünglich im American Journal of Transplantation veröffentlicht wurden. Der lokale Herausgeber war Ondrej Viklický (Institut für klinische und experimentelle Medizin, Prag).

## Ergänzungen
Die Zeitschrift veröffentlicht eine jährliche Beilage, den Organ Procurement and Transplantation Network and Scientific Registry of Transplant Recipients Annual Data Report (den jährlichen Datenbericht über Organbeschaffungs- und Transplantationsnetzwerk und das wissenschaftliche Register der Transplantationsempfänger), der eine Sammlung von Daten über Transplantationspatienten darstellt. Eine weitere jährliche Ergänzung sind die gesammelten Kurzfassungen, die beim American Transplant Congress eingereicht werden. Eine dritte jährliche Beilage ist die hochmoderne Winter-Symposium-Beilage der American Society of Transplant Surgeons, die im Januar veröffentlicht wird und Zeitpläne, Kurzfassungen und andere Informationen über das Symposium enthält. Bis heute (2018) hat die Zeitschrift drei Ergänzungen zu den Richtlinien für Infektionskrankheiten veröffentlicht (2004, 2009 und 2013).

## Abstrahieren und Indizieren
Laut den Journal-Zitatberichten hat die Zeitschrift 2014 einen Impact Factor von 5,683 und rangiert damit auf Platz zwei von 25 Zeitschriften in der Kategorie „Transplantation“ und auf Platz vier von 198 Zeitschriften in der Kategorie „Chirurgie“.